# Quíchuas
Os quíchuas ou quéchuas (em quíchua: Qhichwa runa), por vezes também chamados de "runakuna",  ou "ingas"), são uma designação aplicada aos povos indígenas andinos da América do Sul que falam a língua quíchua. Distribuem-se pela maior parte da região da Cordilheira dos Andes, especialmente no Peru e na Bolívia, e, de forma menos expressiva, na Argentina e no Chile.
Os quíchuas do Equador chamam a si próprios, bem como à sua língua, kichwa. Na Colômbia, autodenominam-se ingas. Outros falantes da língua, na  região de Junín e partes de Ancash, Peru, chamam a si próprios runakuna' ou nunakuna ("povo, pessoas"; singular: runa ou nuna).
Os falantes de quíchua, 9 a 14 milhões de pessoas  distribuídas entre Peru, Bolívia, Equador, Chile, Colômbia e Argentina, apresentam um escasso senso de identidade comum. Os diversos dialetos são, em alguns casos, tão diferentes que se tornam mutuamente ininteligíveis.
O quíchua não era falado apenas pelos incas, mas por vários outros povos, incluindo inimigos seculares do Império Inca, tais como os huancas (wanka é um dialeto quíchua, falado ainda hoje na área de Huancayo) e os chancas (o dialeto chanca de  Ayacucho) do Peru, e os Kañari (Cañar) do Equador. O quíchua era falado por alguns povos, como os huancas, antes dos Incas de Cusco, enquanto outros povos, especialmente na Bolívia mas também no Equador, adotaram o quíchua somente durante e após o período inca.
O quíchua tornou-se a segunda língua oficial do Peru em  1969, durante o regime militar de Juan Velasco Alvarado.
Recentemente verifica-se uma tendência à construção de uma identidade comum entre os falantes de quíchua, particularmente no Equador  e na Bolívia, onde as diferenças linguísticas são menores. No Peru, as diferenças são mais significativas. Existe uma organização de povos quíchua no Equador, ECUARUNARI (Ecuador Runakunapak Rikcharimuy: "Movimento dos Indígenas do Equador"). A expressão "nação quíchua" ocorre em certos contextos. Na Bolívia, existe o Consejo Educativo de la Nación Quechua, CENAQ, órgão técnico educativo ligado à Confederación Sindical Única de Trabajadores Campesinos de Bolivia, Federación Nacional de Mujeres Campesinas Indígenas Originarias de Bolivia Bartolina Sisa FNMCIOB-BS e à Confederación de la Comunidades Interculturales. O CENAQ tem como atribuições formular e supervisionar políticas educativas e contribuir para a formação de uma consciência identitária do povo quíchua, através dos conselhos educativos comunitários e fomentar a educação bilíngue nas regiões onde se concentram os falantes de quíchua.
Alguns povos quíchuas históricos incluem:
- Inca; Império Tawantinsuyu (o maior império pré-colombiano)
- Chancas (em Huancavelica, Ayacucho e Apurímac, no Peru);
- Huancas (em Junín, Peru; falavam quíchua antes dos incas);
- Cañaris (no Equador; adotaram a língua quíchua por influência dos incas).